# Festival Internacional de Cine en Guadalajara

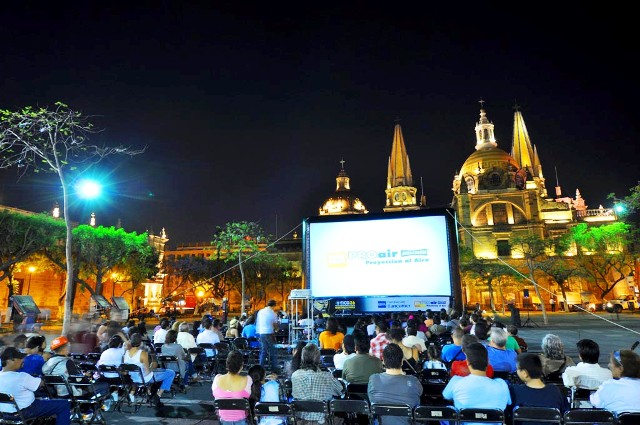
Festival Internacional de Cine de Guadalajara, con proyecciones al aire libre en una pantalla inflable.

El Festival Internacional de Cine en Guadalajara (también conocido como FICG), es la muestra cinematográfica más importante de América Latina, pues su oferta, que cuenta con invitados de honor de distintas partes del mundo, le ha permitido posicionarse en el ámbito nacional e internacional. Se trata de un acontecimiento cultural de gran relevancia para la ciudad y el país, no solo por su difusión, promoción y distribución de cine en lengua española, sino por ser un foro para la formación, instrucción e intercambio creativo entre los profesionales, críticos de la cinematografía internacional y estudiantes de Iberoamérica.

## Historia
El Festival Internacional de Cine en Guadalajara nació como la Muestra de Cine Mexicano en Guadalajara el 10 de marzo de 1986, organizada por la Universidad de Guadalajara con la colaboración de la Coordinación de Estudios Cinematográficos (DICSA), el Instituto Mexicano de Cinematografía (IMCINE), la Secretaría de Relaciones Exteriores y diversas escuelas de cine entre las que destacan el Centro de Capacitación Cinematográfica (CCC) y el Centro Universitario de Estudios Cinematográficos (CUEC). Las proyecciones de la primera edición tuvieron lugar en el Cine-Teatro Cabañas y el Museo Regional de Guadalajara.
El festival se mantuvo como muestra hasta su edición XVI en el año 2001, cuando tomó el carácter de festival de cine bajo el nombre Guadalajara Film Fest, convirtiéndose en festival internacional un año después, en su edición XVII bajo su nombre actual: Festival Internacional de Cine en Guadalajara.

## Patronato
El Patronato del Festival Internacional de Cine en Guadalajara es una asociación civil constituida en 1995 con el objetivo de procurar recursos para la realización del Festival. Este órgano también es responsable de la ejecución de todos los contratos, convenios y proyectos que tienen relación con la organización del Festival. Actualmente se encuentra administrado y dirigido por un consejo directivo, representado por su Presidente, cargo que actualmente desempeña Raúl Padilla López. A su vez, el patronato cuenta con un Padrón de Asociados (14 instituciones y 17 asociados en lo personal).

## Comité organizador
El Comité Organizador del Festival Internacional de Cine en Guadalajara se integra por la Presidencia del Patronato, la Dirección General, la Dirección de Operaciones, la Dirección de Eventos, Comunicación Social, la Dirección de Programación, la Dirección de Industria y Mercado, Talents Guadalajara y Doculab Guadalajara, Premio Maguey y los Colaboradores.

## Selecciones oficiales
El Festival Internacional de Cine en Guadalajara realiza anualmente una selección de 41 proyectos para las categorías de largometrajes. En este caso, se podrían realizar 16 largometrajes iberoamericanos, 10 películas mexicanas para el Premio Mezcal y 15 para el Premio Maguey. En cuanto a los cortometrajes, se aceptan entre 45 y 60, los cuales conformaran seis programas distintos, que durarán entre 90 y 120 minutos para proyectar en pantalla.
- Largometraje Iberoamericano de Ficción
- Documental Iberoamericano
- Premio Mezcal
- Cortometraje Iberoamericano
- Premio Maguey[6]

## Premios

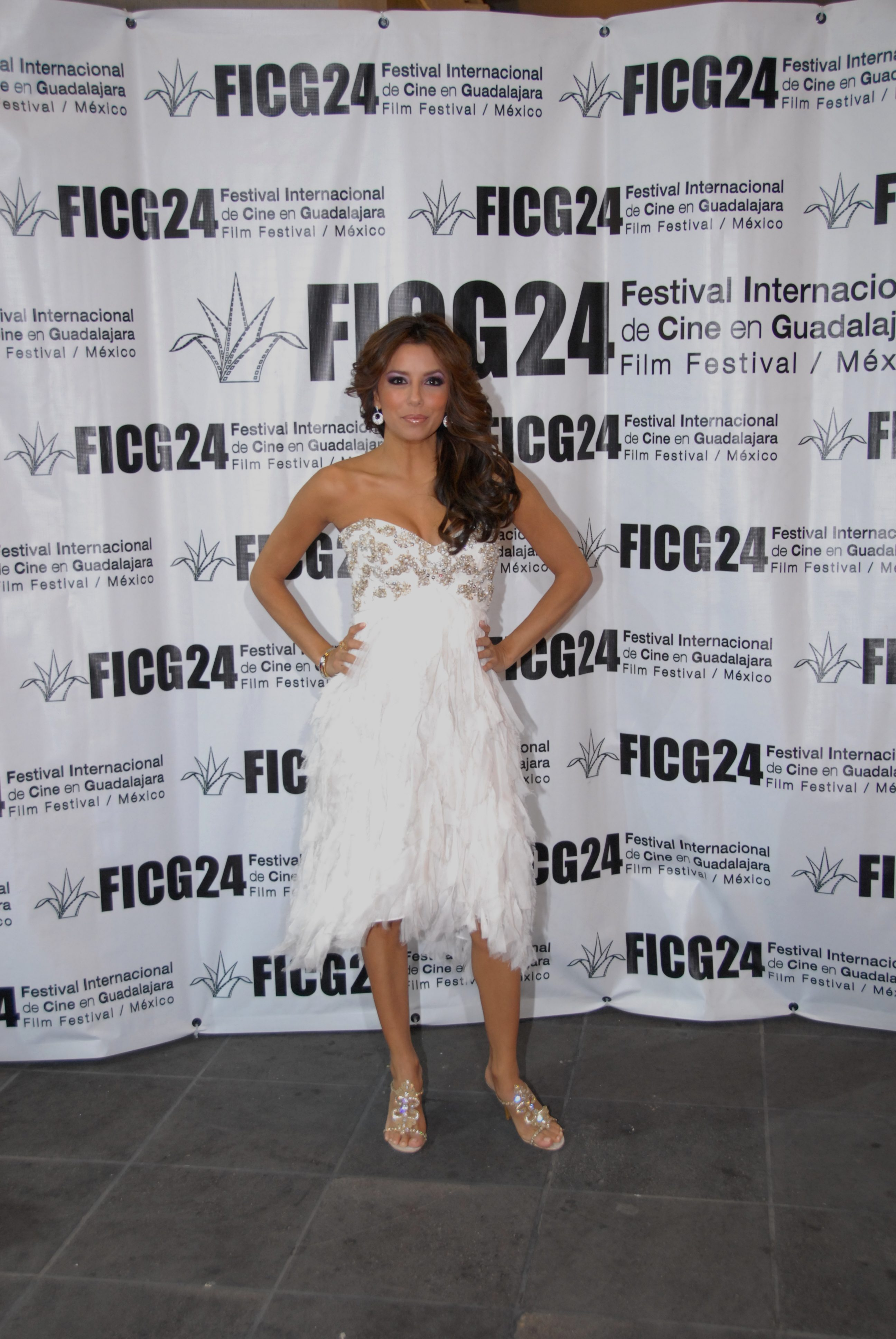
Eva Longoria, actriz estadounidense de ascendencia mexicana, se presentó en la edición del Festival Internacional de Cine en Guadalajara, con motivo del estreno de la cinta El juego perfecto (2009).

Lista de premios oficiales que entrega el Festival Internacional de Cine en Guadalajara:
- Largometraje Iberoamericano de Ficción
  - Mejor Película
  - Mejor Director
  - Mejor Guion
  - Mejor Fotografía
  - Mejor Actor
  - Mejor Actriz
  - Mejor Ópera Prima
  - Premio Especial del Jurado

- Documental Iberoamericano	
  - Mejor Documental Iberoamericano
  - Premio Especial del Jurado
- Cortometraje Iberoamericano
  - Mejor Cortometraje Iberoamericano
  - Mejor Cortometraje de Animación
- Premio Mezcal
  - Mejor Largometraje Mexicano
  - Mayahuel a Mejor Director
  - Mayahuel a Mejor Actriz
  - Mayahuel a Mejor Actor
  - Mayahuel a Mejor Cinefotógrafo
  - Mayahuel a la Trayectoria
- Premio Maguey
  - Mejor Película[7]

## Otros eventos del festival

### Industria Guadalajara
Industria Guadalajara es el punto de encuentro entre la industria Iberoamericana y el mundo. En este espacio convergen negocios, proyectos en desarrollo, los cineastas de larga trayectoria y los que recién empiezan su carrera, grandes compañías, productores, proveedores y representantes de todas las partes que integran la cadena productiva cinematográfica. Actualmente, el espacio Industria Guadalajara cuenta con las siguientes categorías:

### Producers Network
El Festival de Cine en Guadalajara trabajo en una colaboración cercana con el Marché du Film de Cannes hasta el su Edición 29 en 2014 .

### Encuentro de coproducción
Sirve como puente para que el cine mexicano e iberoamericano tengan visibilidad a nivel internacional. Entre 25 y 30 proyectos en desarrollo son presentados a coproductores en potencia acreditados por el festival para continuar con su proceso de realización. Algunos proyectos exitosos de este festival han sido: Corazón del tiempo, de Alberto Cortés; Cochochi, de Israel Cárdenas y Laura Amelia Guzmán; 'Polvo, de Julio Hernández; Infancia clandestina, de Benjamín Ávila y La cebra, de José Fernando León.

### Mercado de cine
Es un espacio de exhibición moderno y accesible que ofrece todas las comodidades para llevar a cabo reuniones. El lugar cuenta con todo tipo de empresas e instituciones con lo último en tecnología y los más recientes títulos. Las instalaciones constan de:
- Área de exposición de la industria audiovisual
- Videoteca con la más reciente producción Iberoamericana
- Módulos de visionado
- Área de reuniones
- Casilleros de correspondencia para acreditados de la industria

### Programas de industria
Hay cuatro programas impulsados por el festival con el objetivo de mantener viva la industria cinematográfica:
- Principio del Film: promueve la venta de derechos literarios para su adaptación al cine.
- Short Up!: Industria Guadalajara convoca a diferentes instituciones, escuelas de cine y festivales a presentar en una categoría no competitiva los cortometrajes de realizadores en ascenso, con el objetivo de que lleguen a compradores y programadores especialistas en el ramo.
- Galas de Industria: Ofrece películas que promuevan la cinematografía de su lugar de origen y/o haya contribuido al crecimiento de la industria de su localidad.
- Pláticas de industria
- Guadalajara Construye: Esta sección abre una convocatoria para que seis largometrajes iberoamericanos de documental y ficción que se encuentren en su última etapa de postproducción y que requieran de apoyo y/o fondos para finalizarlas y estrenarlas comercialmente. Las películas seleccionadas serán proyectadas ante un cuerpo de jurados representantes de varias empresas en posibilidades de ayudar a su terminación y distribución. Además, los representantes de cada película tienen la posibilidad de presentar su trabajo en un ambiente profesional y para un grupo selecto de profesionales de la industria cinematográfica: agentes de ventas, compañías de servicios, fondos de ayuda y programadores de otros festivales de cine.
- Industria Incluyente: Esta labor de innovación del Festival Internacional de Cine de Guadalajara consiste en el desarrollo de actividades y espacios que incluyan a las personas con discapacidad y sensibilicen al resto de la sociedad sobre este tema. Gracias a un programa de funciones accesible, Industria Guadalajara implementa un modelo replicable de cine sin discriminación bajo el lema: Todos hacemos industria.[8]

## Formación
- Talents Guadalajara: Talents Guadalajara es un centro de actividades de perfeccionamiento y aprendizaje cinematográfico para estudiantes avanzados del audiovisual y cineastas emergentes provenientes de México, Centroamérica y el Caribe, enfocados profesional y creativamente a la actuación, dirección, dirección de fotografía, diseño sonoro, edición, guion y producción. De igual manera, está dirigido a periodistas y comunicólogos que deseen especializarse en la crítica cinematográfica, los cuales participan activamente en el Talent Press. Ofrece a los cineastas y críticos cinematográficos, una plataforma para la formación de vínculos e intercambios creativos entre ellos y con profesionales de la industria fílmica internacional a fin de promover producciones cinematográficas de excelencia.
- DocuLab Guadalajara: DocuLab Guadalajara es un espacio de interacción  y retroalimentación entre los jóvenes de una producción audiovisual documental  y expertos cineastas con trayectoria internacional en un laboratorio de análisis, desarrollo, exploración, y práctica de la narrativa del lenguaje audiovisual documental, donde se brinda a los jóvenes asesoría para que puedan concluir sus películas. El laboratorio de especialización documental  se complementa por actividades tales como; Clases magistrales, mesas de diálogo, talleres y proyecciones especiales.
- Escribiendo con Luz: Seminario-taller con profesionales de la cinematografía.[9]